# Late Bloomers
Late Bloomers es una película de comedia dramática estadounidense de 2023, dirigida por Lisa Steen en su debut como directora, a partir de un guion de Anna Greenfield. Está protagonizada por Karen Gillan, Margaret Sophie Stein, Jermaine Fowler, Talia Balsam y Kevin Nealon. La fotografía principal tuvo lugar en Nueva York.
La película tuvo su estreno mundial en South by Southwest el 10 de marzo de 2023 y se estrenó el 7 de junio de 2024 por Vertical.

## Sinopsis
Louise, una músico veinteañera sin rumbo que recientemente está soltera, resulta herida cuando, en estado de ebriedad, se rompe la cadera. En la fisioterapia posterior, se relaciona con personas que le doblan la edad y conoce a Antonina, una mujer polaca que no habla inglés, y es contratada para ser su cuidadora.

## Reparto
- Karen Gillan como Louise
- Margaret Sophie Stein como Antonina
- Jermaine Fowler como Brick
- Talia Balsam como Dorothy
- Kevin Nealon como Al
- Michelle Twarowska como Sylvia

## Producción
El guion fue escrito por Anna Greenfield y se basa en sus experiencias personales. Greenfield colaboró en la película con Lisa Steen, a quien conocía desde la universidad. En julio de 2022, se reveló que Karen Gillan, Margaret Sophie Stein y Jermaine Fowler se habían unido al elenco, y se decía que la fotografía principal había terminado en Brooklyn, Nueva York. La película fue producida por We're Doin' Great y Park Pictures.

## Estreno
La película tuvo su estreno mundial en el Festival South by Southwest en Austin, Texas, el 10 de marzo de 2023. En marzo de 2024, Vertical adquirió los derechos de distribución de la película. Se estrenó el 7 de junio de 2024.